# ゼラチナーゼ
ゼラチナーゼ(Gelatinase)は、生物がゼラチンをポリペプチド、ペプチド、アミノ酸等の成分に加水分解することを可能とする酵素である。細胞膜を通り抜けることができる。ペプシンとは異なる。
緑膿菌(Pseudomonas aeruginosa)やSerratia marcescens等の数種の細菌が生産する。
ヒトでは、ゼラチナーゼは、マトリックスメタロプロテアーゼMMP2及びMMP9である。